# Ovadas e Panchorra
Ovadas e Panchorra (oficialmente, União das Freguesias de Ovadas e Panchorra) é uma freguesia portuguesa do município de Resende, com 23,44 km² de área e 283 habitantes (censo de 2021). A sua densidade populacional é 12,1 hab./km².

## História
Foi criada aquando da reorganização administrativa de 2012/2013, resultando da agregação das antigas freguesias de Ovadas e Panchorra.

## Demografia
A população registada nos censos foi:
| Distribuição da População por Grupos Etários | Distribuição da População por Grupos Etários | Distribuição da População por Grupos Etários | Distribuição da População por Grupos Etários | Distribuição da População por Grupos Etários |
| -------------------------------------------- | -------------------------------------------- | -------------------------------------------- | -------------------------------------------- | -------------------------------------------- |
| Ano                                          | 0-14 Anos                                    | 15-24 Anos                                   | 25-64 Anos                                   | > 65 Anos                                    |
| 2001                                         | 58                                           | 75                                           | 202                                          | 180                                          |
| 2011                                         | 48                                           | 34                                           | 189                                          | 138                                          |
| 2021                                         | 29                                           | 22                                           | 136                                          | 96                                           |

À data da junção das freguesias, a população registada no censo anterior (2011) foi:
| Freguesia atual                            | Freguesia atual  | Freguesia atual | Freguesias antigas | Freguesias antigas | Freguesias antigas |
| Freguesia                                  | População (2011) | Área (km²)      | Freguesia          | População (2011)   | Área (km²)         |
| ------------------------------------------ | ---------------- | --------------- | ------------------ | ------------------ | ------------------ |
| União das Freguesias de Ovadas e Panchorra | 409              | 23,44           | Ovadas             | 277                | 10,19              |
| União das Freguesias de Ovadas e Panchorra | 409              | 23,44           | Panchorra          | 132                | 13,25              |